# Gesta crucigerorum rhenanorum

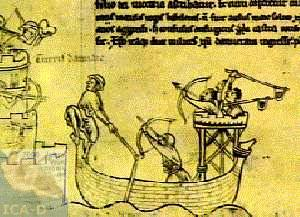
Ilustración del Sitio de Damieta (1218), hechos relatados en la Gesta crucigerorum Rhenanorum

La Gesta crucigerorum rhenanorum es una crónica anónima en latín de la Quinta Cruzada escrita por un clérigo de Neuss que viajó con una expedición renana. Abarca el periodo 1217-1219 y fue redactado poco después de la conquista de Damieta. Concluye con el regreso de los cruzados renanos a Europa y no relata el calamitoso final de la cruzada.
El texto se divide en siete secciones. El medievalista alemán Georg Waitz sugirió que la Gesta fue escrita por Goswin de Bossut que escribió Carmen de expugnatione Salaciae, un poema sobre el sitio de Alcácer do Sal en Portugal. A diferencia del Carmen, la Gesta no relata ningún milagro en relación con la toma de Alcácer. La Gesta es especialmente valiosa por aportar la información de que en el momento de la decisión de atacar Alcácer en el verano de 1217, los cruzados supieron que el emperador Federico II no partiría en cruzada ese año.
La Gesta fue utilizada como material de referencia por Caesarius de Heisterbach e incorporada, con algunas modificaciones, a la tercera continuación de la Chronica regia Coloniensis.
Existen dos copias manuscritas de la Gesta:
- Londres, British Library, Burney 351, folios 223–227 (siglo XIII)[4]
- Leiden, Universitaire Bibliotheken, VLF 95, folios 2–5 (siglo XV)[4]